# Christian Groß (Fußballspieler)
Christian Groß (* 8. Februar 1989 in Bremen) ist ein ehemaliger deutscher Fußballspieler. Der Defensivspieler stand zuletzt bei Werder Bremen unter Vertrag.

## Karriere

### Jugend
Bis zum Alter von sechs Jahren lebte Christian Groß in seiner Geburtsstadt Bremen, dann zog seine Familie nach Cloppenburg in den Stadtteil Sternbusch. Dort war er Mitglied des SC Sternbusch und des BV Cloppenburg.
Über den VfL Osnabrück, bei dem er ein Jahr in der B-Jugend spielte, kam er mit 17 Jahren zum Hamburger SV. Nach zwei Jahren in der U-19 der Hansestädter stieg er 2008 in die U-23 in der Regionalliga Nord auf. Nach einem Sehnenanriss dauerte es einige Zeit, bis er wieder in Form kam, zur Rückrunde wurde er aber zum Stammspieler im defensiven Mittelfeld. Daraufhin bekam er für die folgende Saison einen Profivertrag. Er trainierte mit der Bundesligamannschaft und war einer der wichtigsten Spieler der zweiten Mannschaft. Er wurde in die deutsche U-20-Nationalmannschaft berufen, wo er im 7. April 2010 beim Freundschaftsspiel gegen Italien in Hamburg zu einem kurzen Auftritt kam. Trotzdem blieb ihm ein Einsatz in der höchsten deutschen Spielklasse verwehrt.
Das Jahr darauf war dann eher ein Rückschritt, es folgten keine weiteren Einsätze im Juniorennationalteam, Groß kam in der Spielzeit 2010/11 nur zu 21 Einsätzen in der U-23 und von der Bundesliga war er weiterhin weit entfernt. Folglich entschloss er sich zu einem vorzeitigen Abschied vom Hamburger SV und schloss sich dem SV Babelsberg 03 an.

### Karriere in der 3. Liga
Für den SV Babelsberg 03 kam er am 23. Juli 2011 am ersten Spieltag der 3. Liga zu seinem ersten Einsatz im Profifußball. Zur Saison 2014/15 wechselte Groß zum Drittligisten VfL Osnabrück, wo er von Anfang an einen Stammplatz im defensiven Mittelfeld hatte und zuletzt Kapitän der Mannschaft war. Zur Saison 2018/19 schloss er sich dem Regionalligisten Werder Bremen II an. Dort wurde er zum Mannschaftskapitän ernannt und hatte als einer der wenigen älteren Spieler in der U23-Mannschaft die Aufgabe, seine Erfahrung an die Nachwuchstalente weiterzugeben.

### Als Bundesligaspieler bei Werder Bremen
Zu Beginn der Saison 2019/20 bestritt Groß die Vorbereitung mit der Profimannschaft. Er wurde als Innenverteidiger eingeplant, da aufgrund von Verletzungen nicht genügend Profis für diese Position zur Verfügung standen. Nach guten Trainings- und Testspielleistungen stand Groß am 11. August 2019 beim 6:1-Sieg gegen den Oberligisten SV Atlas Delmenhorst in der 1. Hauptrunde des DFB-Pokals in der Startelf der Profimannschaft.
Am 1. September feierte er im Alter von 30 Jahren sein Bundesliga-Debüt, als er beim 3:2-Sieg gegen den FC Augsburg zur Nachspielzeit eingewechselt wurde. Nachdem mittlerweile fünf Abwehrspieler bei Werder verletzt waren, absolvierte er die kommenden vier Spiele über die gesamte Spielzeit auf der Innenverteidiger-Position. Der ursprüngliche Plan, ihn im Saisonverlauf wieder der U23-Mannschaft zuzuteilen, wurde nach guten Leistungen Groß’ schließlich verworfen. In der Saison 2019/20 bestritt Groß insgesamt 14 Bundesligaspiele, in der Regionalligamannschaft spielte er lediglich ein Mal.
Auch in der Saison 2020/21 blieb Groß Teil des Bundesligakaders. Er wurde nun sowohl in der Innenverteidigung als auch im defensiven Mittelfeld regelmäßig eingesetzt und bestritt insgesamt 23 Spiele. Ein folgenschwerer Fehler unterlief ihm am vorletzten Spieltag im Spiel gegen den FC Augsburg, als er in der 49. Minute für ein Foul die gelb-rote Karte sah und vom Platz gestellt wurde. Klaus Filbry kritisierte hinterher, Florian Kohfeldt hätte den bereits verwarnten Groß zur Halbzeit auswechseln müssen. Die gelb-rote Karte gilt als Schlüsselmoment des Spiels, das Augsburg schließlich mit 2:0 gewann. Kohfeldt wurde nach dem Spiel entlassen, und nach der folgenden Niederlage gegen Borussia Mönchengladbach stieg Werder Bremen in die 2. Bundesliga ab. Als erster Spieler des Bremer Kaders gab Groß im Juni 2021 bekannt, dass er auch in der kommenden Zweitligasaison für Werder Bremen spielen wird. In der Spielzeit 2021/22 gelang ihm mit dem Verein der direkte Wiederaufstieg, Groß kam dabei in 27 Ligaspielen zum Einsatz.
Im März 2024 verkündete Groß, seine Spielerkarriere zum Ende der Spielzeit 2023/24 beenden zu wollen. Am 18. Mai 2024 absolvierte er gegen den VfL Bochum sein letztes Bundesligaspiel und wurde im Bremer Weserstadion verabschiedet.
Ab Herbst 2024 wird er in der Scouting-Abteilung von Bayer 04 Leverkusen arbeiten.

## Erfolge
- Aufstieg in die Bundesliga: 2022